# Mededeelingen uitgeven van het Department van Landbouw in Nederlandsch-Indië
Mededeelingen uitgeven van het Department van Landbouw in Nederlandsch-Indië (abreviado Meded. Dept. Landb. Ned.-Indië) fue una revista con ilustraciones y descripciones botánicas que fue editada en Indonesia. Se publicaron 18 números desde el año 1905 hasta 1914.